# Vevčice

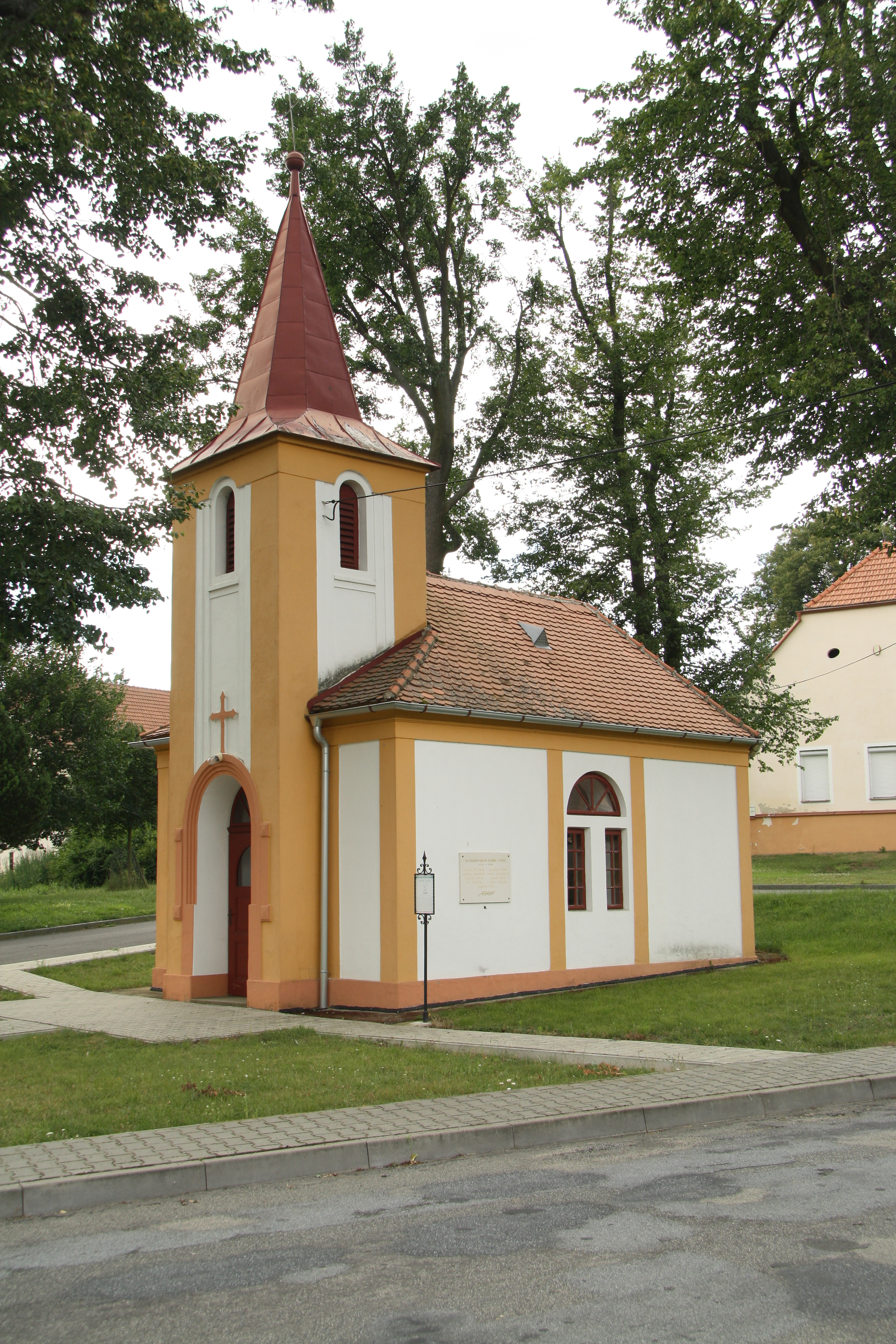
Kapelle Mariä Himmelfahrt

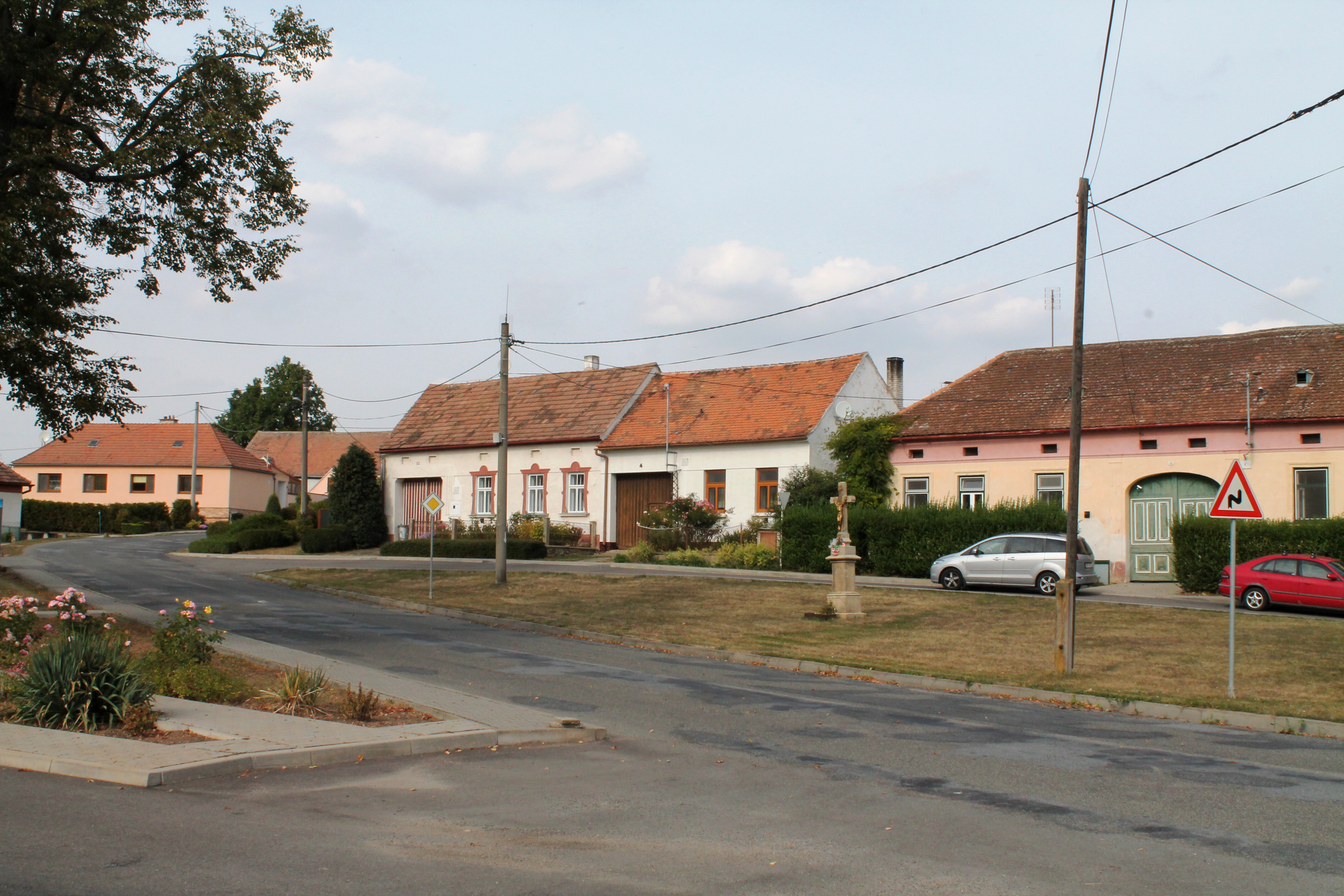
Dorfplatz

Vevčice (deutsch Wewtschitz) ist eine Gemeinde in Tschechien. Sie liegt zwölf Kilometer nördlich von Znojmo und gehört zum Okres Znojmo.

## Geographie
Vevčice befindet sich im Tal des Flüsschens Jevišovka in der Jevišovická pahorkatina (Jaispitzer Hügelland). Das Dorf liegt auf dem Gebiet des Naturparks Jevišovka. Nördlich erhebt sich der Nad Makšovou (399 m n.m.), im Südosten der Zadní kopec (341 m n.m.), südwestlich der Venclův kopec (Wenzelberg, 367 m n.m.) sowie im Westen der Zápověď (339 m n.m.). Durch den Ort führt die Staatsstraße II/398 zwischen Jevišovice und Plaveč.
Nachbarorte sind Ratišovice und Běhařovice im Norden, Stupešice, Křepice, Mlýnek und Višňové im Nordosten, Mikulovice im Osten, Rudlice und Šmídův Mlýn im Südosten, Venclův Mlýn, Bábovec, Hlavatův Mlýn und Hluboké Mašůvky im Süden, Plenkovice, Kravsko, Olbramkostel, Čekál und Hostěrádky im Südwesten, Jankovec, Vranovská Ves und Bojanovice im Westen sowie Jevišovice und Černín im Nordwesten.

## Geschichte
Die erste urkundliche Erwähnung des Dorfes erfolgte 1190, als Herzog Konrad Otto das Prämonstratenserstift Klosterbruck gründete und diesem zusammen mit anderen Orten auch Bischici schenkte. Im Jahre 1365 überschrieb Boček von Horní Plaveč seiner Frau Kunca eine Morgengabe sowie jährliche Einkünfte aus den Einnahmen von Vevčice und Rudlice. Falls letztere dafür nicht ausreichend wären, sollten zusätzlich auch die Einnahmen aus Mikulovice herangezogen werden. 1415 verkauften Bočeks Töchter Zikmunda und Eliška ihre Besitzungen in Vevčice und Rudlice an Johann von Weitmühl auf Žerotice. Im Jahre 1508 erwarben die Lechvický von Zástřizl die Herrschaft Žerotice mit der wüsten Burg Lapikus. 1550 nahm Anna Lechvická von Zástřizl ihren Mann Hans Pozor von Nikelstett in Gemeinschaft auf das Dorf Vevčice. Nachfolgende Besitzerin der gesamten Herrschaft Žerotice war ihre Tochter Johanna. Nach deren Tod im Jahre 1560 verkauften die Testamentsvollstrecker das Dorf Vevčice an Sezema Zajímač von Kunstadt, der es an seine Herrschaft Jevišovice anschloss. Nachdem mit dem Tode von Georg Zajímač von Kunstadt der Familienzweig im Mannesstamme erloschen war, fielen die Güter seiner mit dem Oberstkämmerer Hynek Brtnický von Waldstein verheirateten Schwester Katharina zu. Diese setzte im Jahre 1600 ihren Vetter Karl II. von Münsterberg als Erben der Herrschaft ein. Ihm folgte 1617 sein Sohn Karl Friedrich von Münsterberg-Oels. Während des Dreißigjährigen Krieges wurde Vevčice von Mikulovice nach Jevišovice umgepfarrt. Mit dem Tod von Karl Friedrich von Münsterberg-Oels erlosch 1647 die Linie Münsterberg der Herren von Podiebrad, die Herrschaft fiel seinem Schwiegersohn Silvius Nimrod von Württemberg zu. Dieser trat die Herrschaft Jevišovice an Kaiser Ferdinand III. ab, um das Herzogtum Oels zu erhalten. Im Hufenregister (Lánský rejstřík) sind für Vevčice 13 Anwesen aufgeführt, von denen 10 bewohnt und drei verlassen waren. Insgesamt bestand das Dorf aus fünf Huben. 1649 kaufte der französische Marschall Jean-Louis Raduit de Souches die Herrschaft für 92.119 Rheinische Gulden. Nach dessen Tode im Jahre 1682 erbte sein jüngerer Sohn Karl Ludwig de Souches Jevišovice. 1686 errichtete er einen Familienfideikommiss, den sein Sohn Karl Joseph erbte.
Den Überlieferungen nach soll Vevčice bis zum Ende des 17. Jahrhunderts weiter östlich auf dem flachen Talboden der Jevišovka gestanden sein. Westlich des heutigen Dorfes soll sich ein herrschaftlicher Teich befunden haben, der bei seinem Bruch das dort beginnende Kerbtal der Jevišovka verschüttete und das Dorf überflutete und zerstörte. Anschließend soll Vevčice an heutiger Stelle neu aufgebaut worden sein.
Karl Joseph de Souches vererbte 1737 die Herrschaften Jevišovice und Plaveč seinen Töchtern Maria Anna und Maria Wilhelmina. Im Jahre 1743 kaufte Maria Wilhelminas Ehemann Johann Graf von und zu Ugarte die Herrschaft Jevišovice mit der Burg, dem Garten-Lusthaus und dem Städtchen Jevišovice sowie den Dörfern Střelice, Bojanovice, Černín, Vevčice, Únanov, Hluboké Mašůvky, Pavlice und den Pottaschehäusern für 206.000 Rheinische Gulden. Nachdem 1754 in Mikulovice wieder eine Pfarrei eingerichtet worden war, wurde Vevčice wieder dorthin eingepfarrt. 1756 erbten Ugartes sechs unmündige Kinder den Besitz. Im Erbvergleich von 1774 erhielt der zweitälteste Sohn, Oberstkanzler Aloys Graf von Ugarte († 1817) die inzwischen mit einem Wert von 480.159 Rheinische Gulden dotierte Herrschaft, 1829 trat sein Neffe und Haupterbe Joseph Graf von Ugarte das Erbe an.
Im Jahre 1834 bestand das Dorf Wewtschitz bzw. Wewčice aus 34 Häusern mit 206 Einwohnern. Im Ort gab es einen obrigkeitlichen Meierhof und eine Excurrendo-Schule. Pfarrort war Niklowitz. Bis zur Mitte des 19. Jahrhunderts blieb Wewtschitz der Allodialherrschaft Jaispitz untertänig.
Nach der Aufhebung der Patrimonialherrschaften bildete Vevčice / Wewtschitz ab 1849 eine Gemeinde im Gerichtsbezirk Znaim. 1868 wurde die Gemeinde Teil des Bezirkes Znaim. Die Grafen Ugarte hielten die Grundherrschaft Jaispitz bis 1879. Nach dem Tode von Maximilian Graf Ugarte teilten seine Schwestern Gabriela Lovatelli und Anna Baltazzi 1879 den Besitz. Im Jahre 1890 bestand Vevčice aus 42 Häusern und hatte 242 Einwohner. 1897 kaufte der Wiener Bankier und Großgrundbesitzer Robert Simon Freiherr Biedermann von Túrony (ein Enkel von Michael Lazar Biedermann, 1849–1920) die Grundherrschaft Jaispitz. Beim Zensus von 1900 lebten in dem Dorf 230 Personen, die durchweg tschechischer Nationalität und Katholiken waren. Im Jahre 1901 wurden in der einklassigen Dorfschule 50 Kinder unterrichtet. 1916 erwarb der Wiener Industrielle Wilhelm Ritter Ofenheim von Ponteuxin die Grundherrschaft Jaispitz. Nach dem Münchner Abkommen von 1938 blieb Vevčice bei der Tschechoslowakei und wurde dem Okres Moravské Budějovice zugeordnet. Nach Kriegsende kam die Gemeinde wieder zum Okres Znojmo zurück. Ende 2002 hatte Vevčice nur noch 79 ständige Einwohner.

## Gemeindegliederung
Für die Gemeinde Vevčice sind keine Ortsteile ausgewiesen. Zu Vevčice gehört die Einschicht Venclův Mlýn (Wenzelmühle).

## Sehenswürdigkeiten
- Kapelle Mariä Himmelfahrt, auf dem Dorfplatz
- Tal Vevčická stráň, westlich des Dorfes